# 疫鬼
疫鬼（えきき）は、中国に伝わる鬼神あるいは妖怪。疫病を引き起こすなどして人間を苦しめる。行疫神（ぎょうえきしん）などとも書かれる。
古代中国の帝のひとりである顓頊（せんぎょく）の子供たちが、3人の疫鬼になったとされている。また、古代中国の王の1人共工（きょうこう）の子供は冬至に死んで疫鬼になったとされており、その日に小豆粥をつくりこれを祓うという。

## 概要
中国の歴史書『後漢書』礼儀志中には「大儺、謂之逐疫。」という文があり、大儺・驅儺・追儺（ついな）の行事は疫鬼たちを祓う儀式として行われた。
人々に疫病をもたらす存在として広く伝承されており、民間でも病気あるいは流行病をもたらすものとして祈祷などの対象とされていた。疫鬼のような病をもたらす存在には、山野に棲んでいる精霊や死後に冥界と現世の中間あたりをさまよっている野鬼たちがなると考えられており、供物や儀式で回復を願ったり、呪物やお札を使用することで予防をする年中行事などが伝承されていた。仏教的な行事である盂蘭盆会（うらぼんえ）や水陸会（すいりくえ）でも、数々の鬼（霊）たちに疫鬼たちも含まれ、その行動を鎮めるための季節ごとの儀式などが行われていた。
神話伝説に顓頊や共工といった伝説上の存在の子息が疫鬼になったという話があるが、それを受けたものか『録異伝』には「神が小さな子供を縛っていったら瘧（おこり）の病が回復した」あるいは「病に臥せっているときにまわりを子供が取り囲んでいたのでひとりをつかまえると水鳥になって消え病が癒えた」という説話も確認でき、疫鬼は子供・幼児・童子の姿で現われると考えられていた側面もあるようである。

## 日本における疫鬼
祝詞のひとつ『儺祭詞』（なのまつりのことば）では、「穢悪伎疫鬼」は「きたなきおに」あるいは「けがらわしきえやみのかみ」と訓まれている（疫神、疫病神）。
惟宗允亮『政事要略』（第29）には、宮中での追儺に登場する疫鬼の姿が方相氏（ほうそうし）とともに描かれている。また、『辟邪絵』（12世紀、奈良国立博物館所蔵）には天刑星（てんけいせい）が疫鬼らを食らう様子や、鍾馗（しょうき）が疫鬼を退治する様子が描かれている。

## 朝鮮における疫鬼
朝鮮半島ではさまざまな疫病の疫鬼（鬼神）に対し、名がつけられたり対応した月日が定められたりしている。それぞれに対処法などもあり、巫覡（民間の道士など）や家族がそれをおこなっていた。
冬至の日に豆粥を炊いて門や壁に塗る、また大晦日の日暮れどきに毛を焼くなどの儀式をおこない、鬼神たちを除去するという習俗も見られた。前者は疫病をもたらす鬼神たちが豆を嫌う点からである。
特に豆は小豆（あずき）がよいとされており冬至の日には小豆粥が各地で食されていた。小豆の赤い色が鬼神たちの嫌う色であるという点がその理由として広く伝承されている。赤い色彩が鬼の嫌うところであるという点が強調されているためか、冬至の時期に喪中にあたる家では、家にとどまっている鬼（霊魂）が粥を食べるのに支障が無いようにと小豆をさけて緑豆粥をつくるという伝承も存在する。